# Выродов, Виталий Андреевич
Виталий Андреевич Выродов (25 января 1928, Чугуев, Харьковская область, Украинская ССР, СССР — 26 декабря 2004, Москва, Россия) — советский учёный, инженер-конструктор ракетно-космических систем, разработчик ракеты-носителя Протон-К, Заслуженный конструктор Российской Федерации.

## Происхождение
Предки его были служилые люди. Родоначальник в составе своей семьи (с братьями) в самом начале XVII в. прибыл в Белгород "на вечное житьё" из древнего рязанского города Пронска. На протяжении двух веков представители семьи Выродовых служили на Южном порубежье Русского государства, на важной оборонительной и укрепительной линии — Белгородской черте, и за долголетнюю службу наделены были поместной землёй в Белгородском уезде.
Его отец — Андрей Никитович Выродов (1902—1965), уроженец с. Шеино Корочанского уезда Курской губернии, доброволец Рабоче-крестьянской Красной Армии (РККА); кадровый офицер-пехотинец, участник Великой Отечественной войны 1941-45 гг., полковник, командир 349-го Казанского стрелкового полка 26-й стрелковой дивизии РККА .

## Биография
Родился 25 января 1928 года в городе Чугуеве Харьковской области Украинской ССР, где в то время по службе находился его отец. По окончании десяти классов школы поступил в Московский авиационный институт им. Серго Орджоникидзе на факультет «двигатели летательных аппаратов». Окончив МАИ по специальности инженер-конструктор был направлен работу в Конструкторское бюро ОКБ-52, руководимое генеральным конструктором авиационной техники В.Н. Челомеем.
Начиная с 1961 года — ведущий конструктор Конструкторского бюро В. Н. Челомея.
В период с 1962 по 1965 год — разработчик — ответственный исполнитель ракеты-носителя Протон-К, созданной на базе МБР УР-500 в филиале — ОКБ № 52; затем — главный конструктор темы Конструкторского бюро «Салют» филиала Государственного космического научно-производственного центра имени М.В. Хруничева [1,2].
Указом Президента Российской Федерации от 24.12.1996 г. № 1760 «О награждении государственными наградами Российской Федерации» за заслуги перед государством, большой вклад в становление и развитие отечественной ракетно-космической промышленности — главному конструктору темы конструкторского бюро "Салют" - филиала Государственного космического научно-производственного центра имени М.В. Хруничева (город Москва) В. А. Выродову,  присвоено почётное звание Заслуженный конструктор Российской Федерации .
Умер 26 декабря 2004 года в Москве, похоронен на Хованском кладбище.

## Награды, звания
- 1970 — орден Ленина — Указ Президиума Верховного Совета СССР от 9.11.1970 г.
- 1970 — Медаль «В ознаменование 100-летия со дня рождения Владимира Ильича Ленина» — Указ Президиума Верховного Совета СССР от 05.11.1969 г.
- 1985 — медаль «Ветеран Труда» — Указ Президиума Верховного Совета СССР от 22.10.1985 г.
- 1986 — Знак «25 лет первому полёту в космос. Юрий Алексеевич Гагарин (1961-1986)» — награда от Федерации космонавтики СССР, 11.04.1986 г.[3]
- 1996 — почётное звание Заслуженный конструктор Российской Федерации — Указ Президента Российской Федерации от 24.12.1996 г.
- 1997 — медаль «50 лет Победы советского народа в Великой Отечественной войне 1941—1945 гг.» — Указ от 07.02.1997 г.
- 1997 — медаль «Маршал Советского Союза Жуков» — Указ постоянного Президиума Съезда народных депутатов РФ от 20.02.1997 г.
- 1997 — медаль «В память 850-летия Москвы» — Указ постоянного Президиума Съезда народных депутатов РФ от 26.02.1997 г.
- 1999 — медаль «85 лет со дня рождения академика В. Н. Челомея» — награда от Ассоциации космонавтики России, от 18.09.1999 г.[4]
- 1999 — Золотая медаль имени Сергея Павловича Королёва — присуждена Российской академией наук, 12.04.1999 г.

## Из истории ракеты-носителя «Протон»
В начале 1960-х годов Правительство СССР было заинтересовано в создании ракет, способных выводить в космос большую полезную нагрузку военного назначения… Проектирование таких ракет было поручено трём конструкторским бюро (КБ), руководителями их были — С.П. Королёв, М.К. Янгель, В.Н. Челомей.
Опытное конструкторское бюро № 52 (ОКБ-52) В.Н. Челомея, в котором работал В.А. Выродов, предлагало создать семейство ракет различной стартовой массы для широкого диапазона забрасываемого груза: 1 — МБР лёгкого класса УР-100 («Универсальная Ракета»), 2 — МБР среднего класса УР-200, 3 — МБР тяжёлого класса УР-500 и сверхмощную РН УР-700. Благодаря настойчивости, авторитету и убеждённости в правильности решения В.Н. Челомея, в соответствии с Постановлениями Правительства СССР ОКБ-52 было поручено приступить к проектированию стратегической МБР УР-200 (8К81), а годом позже началось проектирование ракеты-носителя — УР-500: Протон (ракета-носитель), на разработку которой отводилось три года. Главным конструктором УР-500 был назначен инженер-конструктор П.А. Ивенсен, затем его сменил — Ю.Н. Труфанов, следующим стал — Д.А. Полухин, впоследствии Генеральный конструктор КБ «Салют».
Ведущим конструктором — ответственным исполнителем проекта «УР-500», весь период работы над Протоном — от начала проектирования, до конечного этапа разработки и создания ракеты-носителя, оставался инженер-конструктор Виталий Андреевич Выродов.
Первый пуск новой двухступенчатой РН УР-500 состоялся 16 июля 1965 года с космическим аппаратом Н-4 № 1 «Протон-1» и уже с июля 1965 года началась разработка трёхступенчатого варианта РН УР-500К (8К82К «Протон-К»). Новая модификация РН была также разработана в филиале № 1 ОКБ-52. Первый пуск трёхступенчатой ракеты «Протон-К» был произведён 10 марта 1967 года с блоком Д и КК 7К-Л1П («Космос-146»), прототипом будущего лунного корабля 7К-Л1. Эта дата считается днём рождения РН «Протон-К». В общей сложности — с 1967 по 2012 год РН «Протон-К» стартовала 310 раз.

## Увлечения
По семейным воспоминаниям в молодости В. А. Выродов увлекался охотой, приобщённый к этому занятию своим отцом — офицером-фронтовиком, и, очевидно, хорошо владевшим стрелковым оружием. Любил зимние походы на лыжах — совершал поездки в Хибинские горы, об этом свидетельствуют фотоснимки из семейного фотоальбома. Основным же его увлечением был водный туризм, — сплав по рекам на байдарках, этим видом спорта серьёзно занимался многие годы, и после выхода на пенсию. В 1950-60-е годы был активистом Клуба любителей судомоделизма, существовавшем при КБ «Салют», в котором при его участии, была создана новая быстроходная моторная лодка, спущенная на воду Москва-реки и успешно прошедшая испытания. Кроме того, в течение ряда лет увлекался йогой и моржеванием.

## Семья
- Отец — Андрей Никитович Выродов (род.1899 — ум.1961), полковник Советской Армии, кавалер орденов Ленина, Красного Знамени и Красной Звезды.
- Мать — Мария Степановна Выродова, урождённая Щербанова (род.1908 — ум.1996), военный врач, хирург-травматолог; кавалер ордена Красной Звезды [7]
- Первая жена (1954 - 1976) — Нинель Михайловна Выродова, урождённая Собстель (род.1930 — ум.1976), врач офтальмолог (окулист).
- Дети от первого брака: дочь - Татьяна (род.1956), сын - Александр (род.1968) — окончил Московский институт инженеров геодезии, аэрофотосъёмки и картографии.
- Вторая жена (1978 - 2004) — Валентина Михайловна Степеннова (род.1946), инженер ГКНПЦ им. М. В. Хруничева; от второго брака сын Алексей (род.1979).
- Сестра — Людмила Андреевна Володина, урождённая Выродова (род.1946).